# Antonio de Acuña
Antonio Osorio de Acuña o Antonio de Acuña (Valladolid, 1453-Simancas, 1526), también conocido como el obispo Acuña, fue un clérigo español del siglo XVI, conocido por su participación en la Guerra de las Comunidades de Castilla en el bando comunero. Murió ejecutado, años después de la derrota comunera en Villalar.

## Familia
Aunque ha habido cierta controversia sobre su filiación, no hay dudas de que fue hijo de Luis Osorio de Acuña, obispo de Segovia (1449), de Burgos (1456-1495) y señor de Abarca de Campos, y de Aldonza de Guzmán, hija de Gil Dávila e Inés de Guzmán, señores de Cespedosa de Tormes. Sus abuelos paternos fueron Juan Álvarez Osorio (m.1437) y María Manuel. Fue bisnieto de Garci Álvarez Osorio y tataranieto de Alvar Pérez Osorio, señor de Villalobos y Castroverde hacia 1369 y 1377. Fue sobrino de la popular dama palentina Inés de Osorio (benefactora de su catedral), y hermano de Diego Osorio, casado con Isabel de Rojas, señor de Abarca de Campos, Villarramiro, Villahán y Vallejera.

## Biografía
Nacido en Valladolid en 1453, ingresó a temprana edad en la Orden de Calatrava, donde recibió formación clerical hasta que en 1482 se desplazó a Roma, donde recibió vacantes en España gracias a un pariente, consejero del papa.
Ya en 1492, estando en Roma, es excomulgado a consecuencia de varios conflictos. Tras este acontecimiento, Acuña volvió a España, donde fue nombrado capellán de los Reyes Católicos, pese a la oposición de su padre. Fue embajador en Francia y Navarra. En 1493 varios escándalos sacudieron a Acuña debido a su patrimonio personal, conseguido con una cuestionable legitimidad. En 1504, tras la muerte de Isabel la Católica, Acuña pasó a militar entre los que defendían en Roma la prioridad de acceso al trono para Felipe el Hermoso, en detrimento de Fernando el Católico. 
En 1506, fue nombrado obispo de Zamora por el papa Julio II. Lo primero que hizo Acuña fue tomar la fortaleza de Fermoselle, lo que hizo que fuera enviado el juez Rodrigo Ronquillo y Briceño, conocido en la historia como «El Alcalde Ronquillo», que fue secuestrado.
En 1512 participó en la conquista de Navarra junto a Fernando el Católico. Tras recibir en 1519 el beneplácito de Carlos I, se declararía partidario en 1520 de Pedro Laso de la Vega (hermano mayor del poeta Garcilaso de la Vega) levantado en comunidad en Toledo.

## Participación en el movimiento comunero

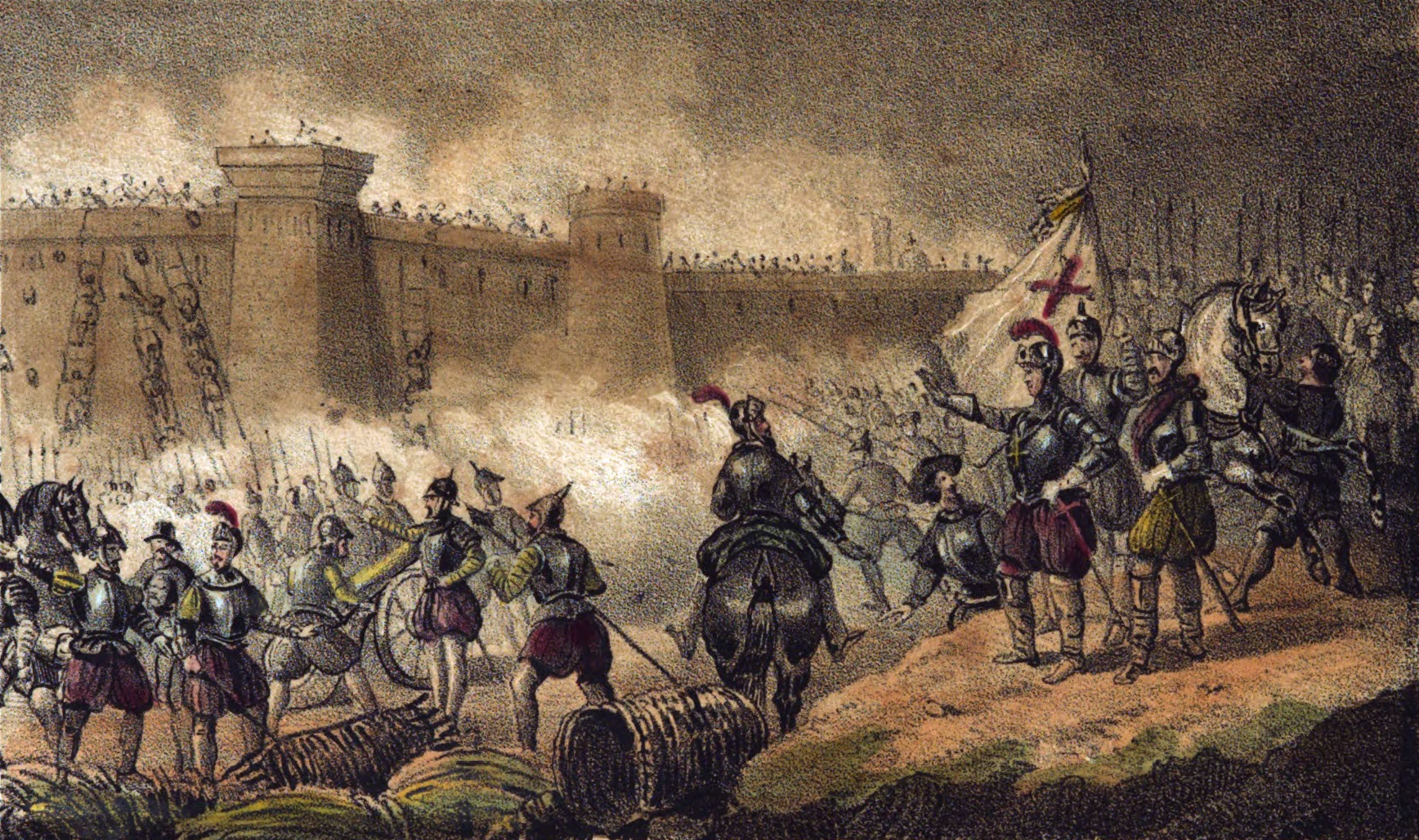
Acuña en el sitio de Valdepero (enero de 1521)

En 1521 tomó parte activa con sus tropas comuneras en la Guerra de las Comunidades de Castilla. El 23 de enero ocupó Magaz de Pisuerga con sus mesnadas, compuestas mayoritariamente por sacerdotes.
Tras tomar Magaz, el 1 de febrero se apoderó de Frómista (Palencia). Acuña desapareció en ese momento, tras atrincherar su ejército, y se sabe que el 10 de marzo se desplazó de Alcalá de Henares a Madrid, para aparecer dos días más tarde en Ocaña. El 29 de marzo se presentaba de incógnito en Toledo, pero los toledanos se enteraron y llevaron a Acuña a la catedral, pidiendo su nombramiento como arzobispo. Al día siguiente, Acuña se entrevistó con María Pacheco, esposa de Juan de Padilla, que se encontraba al frente de la comunidad toledana.
El 9 de abril de 1521, los canónigos cedieron a la presión popular y nombraron a Antonio de Acuña arzobispo de Toledo, el más influyente de toda Castilla. El 12 de abril, se produjo la quema de Mora. Acuña había mandado movilizar a los hombres de entre quince y sesenta años. Destruyó Villaseca de la Sagra y estando en Yepes, se enteró de la quema de Mora, por lo que ordenó perseguir al ejército real, alcanzándolo en Illescas días más tarde, pero sin lograr vengarse.

## Derrota comunera, persecución y muerte

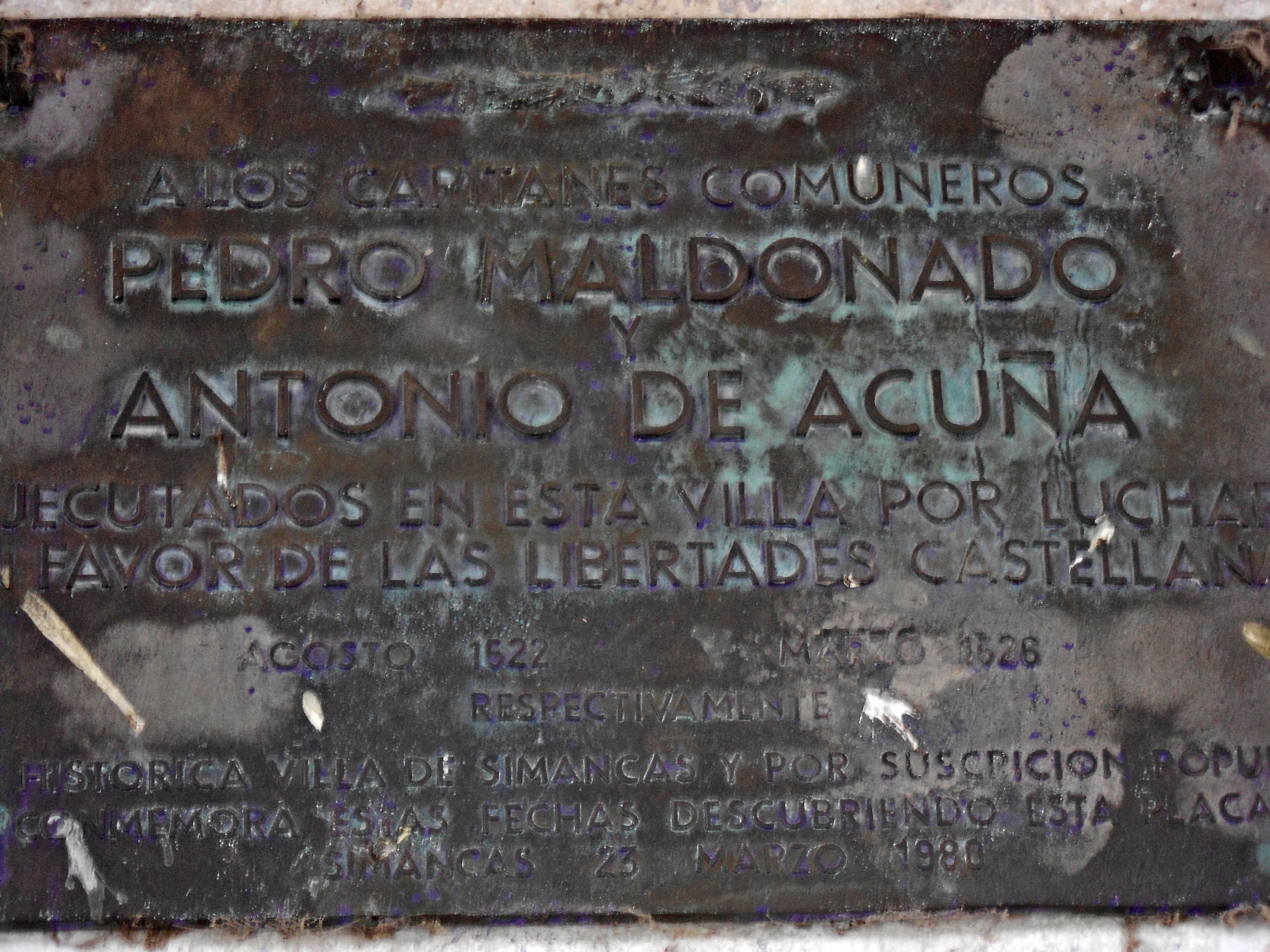
Placa recordando a Pedro Maldonado y a Acuña en Simancas

Tras la derrota comunera definitiva en la batalla de Villalar, se decapitó a los tres jefes comuneros y se produjo una persecución por toda Castilla de sus seguidores. Acuña era uno de ellos, pero al ser un clérigo, no podía ser ejecutado.
Por ello, Carlos I condena a Acuña a estar recluido en el castillo de Simancas. De allí, el 25 de febrero de 1526 Acuña intentó escapar asesinando al alcaide del castillo Mendo de Noguerol. El 24 de marzo, por orden expresa de Carlos I, Antonio de Acuña fue ajusticiado a garrote vil en el castillo de Simancas en manos de Rodrigo Ronquillo y Briceño.

En llegando a la plaza de la ronda, donde estaba tendida una alfombra, se hincó de rodillas, y haciendo su oración a la Magnificencia Divina, con mucho fervor, le dijo el verdugo que le perdonase, yo te perdono, y en empezando tu oficio procura apretar recio. Y puesto el dogal a la garganta, le dio garrote, y quedó muerto sobre la alfombra todo aquel día, hasta la tarde que en ataúd le llevaron hasta la Iglesia, y le enterraron en el claustro, junto al altar que a la sazón se decía la Misa del Pueblo, por estar la iglesia derribada, la vieja, que se estaba haciendo la que hay al presente. Hoy en día se ve allí el ataúd, donde ahora está una capilla del sepulcro de Cristo, con una figura de la historia de Jonás.
Manuel Bachiller, Antigüedades de Simancas (1755)